# Karspitz (Lattengebirge)
Der Karspitz ist ein 1641 m ü. NHN hoher Berg im Lattengebirge in den Berchtesgadener Alpen. Er liegt am südlichen Ende des Lattengebirges, nordöstlich von Taubensee und Jochköpfl.

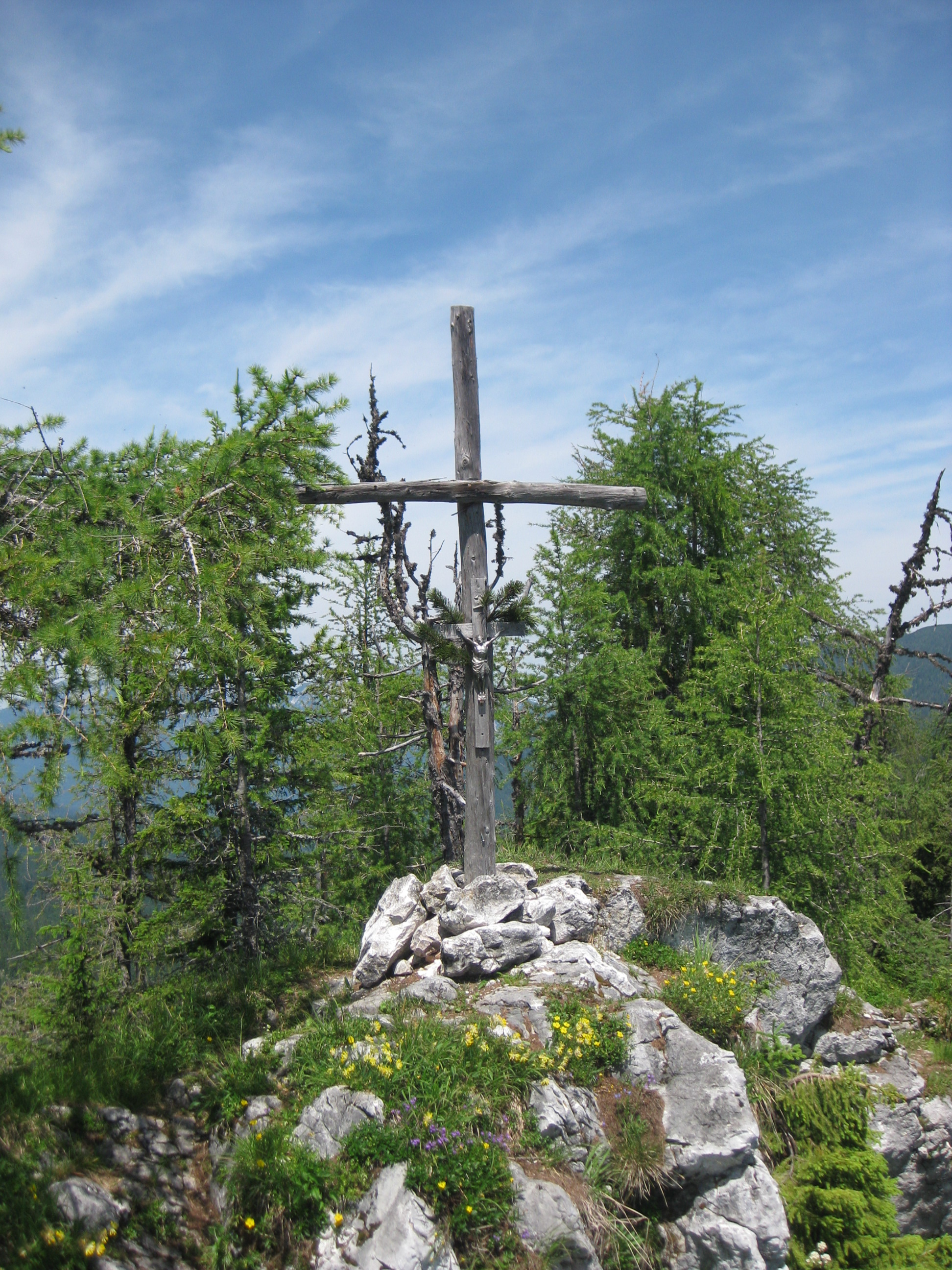
Gipfelkreuz